# Alma (Kansas)
Pour les articles homonymes, voir Alma.
La ville d'Alma est le siège du comté de Wabaunsee, situé dans le Kansas, aux États-Unis.